# 빅 K.R.I.T.
빅 K.R.I.T. (Big K.R.I.T., 본명: Justin Scott, 1986년 8월 26일 ~ )는 미국의 힙합 가수이다. 그는 현재 Cinematic Music Group과 데프잼 레코드에 소속되어 있다.